# Таляль Джибрін
Таляль Джибрін (араб. طلال الجبرين, нар. 25 вересня 1973) — саудівський футболіст, що грав на позиції півзахисника за клуб «Аль-Ріяд», а також національну збірну Саудівської Аравії, у складі якої був учасником чемпіонату світу 1994 року.

## Клубна кар'єра
На клубному рівні грав за столичний «Аль-Ріяд». 

## Виступи за збірну
1994 року дебютував в офіційних матчах у складі національної збірної Саудівської Аравії. Протягом того року прові у формі національної команди 5 матчів, включаючи три гри чемпіонату світу 1994 року у США, де саудівці неочікувано для багатьох подолали груповий етап і пройшли до плей-оф. В подальшому до лав збірної не залучався.